# OH MY JULIET!
「OH MY JULIET!」（オー・マイ・ジュリエット）は、藤井隆の6枚目のシングル。

## 概要
Tommy February6がビジュアルプロデュースを、サウンドプロデュースをMALIBU CONVERTIBLEが手掛け、2005年10月19日より発売された。
初回限定盤には、表題曲のMV及びダンスメインのMVや含むメイキング映像を収録したDVDが付属されている。

## 収録曲
- 全作詞：Tommy February6 / 全作曲・編曲：MALIBU CONVERTIBLE

1. OH MY JULIET! [4:38][注釈 2]
TBS系列のバラエティ番組「あなた説明できますか?」のエンディングテーマを2005年10月から2006年2月まで担当した。　
MVの一部映像が映画『バベル』の本編に使用されている[注釈 3]。
藤井がレギュラー出演するテレビ東京で放送されたバラエティ番組「上海大腕」の同名コンピレーション・アルバムでは、番組のコンセプトに合わせて北京語と英語に訳された
歌詞で歌唱したバージョンが収録されている[2]。　
2005年10月21日に放送された日本テレビ系列の歌番組「音楽戦士 MUSIC FIGHTER」でも、制服姿で女性バックダンサーを従えダンスするというMVと似た演出のパフォーマンスを披露した。
古くは同曲の音源を流用したMAD動画が無認可でニコニコ動画やYouTubeに投稿されていたが、ダンス動画を投稿する踊り手・ぽちゃ子による同曲の踊ってみた動画がニコニコ動画に投稿された事をキッカケに、初音ミクなど3DCGキャラクターを用いたダンス動画の投稿が増加した。
2. STAR BRIGHT LOVE [4:17]
3. RAIN RAIN RAIN... [4:30]
4. I hold you tight [3:34]

## 収録作品
1. OH MY JULIET!
BABEL バベル オリジナル・サウンドトラック（2006年1月1日）
藤井隆ワールドツアー2005（2006年3月1日[3][4][5]）
上海大腕（2006年4月26日[2]）
ザ・ベスト・オブ藤井隆 AUDIO VISUAL（2015年10月21日、通常盤 ／ 初回限定盤[注釈 4]）
RE : WIND[注釈 5]（2017年7月14日[注釈 6]）
2. STAR BRIGHT LOVE
藤井隆ワールドツアー2005（2006年3月1日[3]）
3. RAIN RAIN RAIN...
藤井隆ワールドツアー2005（2006年3月1日[3]）
4. I hold you tight
藤井隆ワールドツアー2005（2006年3月1日[3]）